# 新界西堆填區

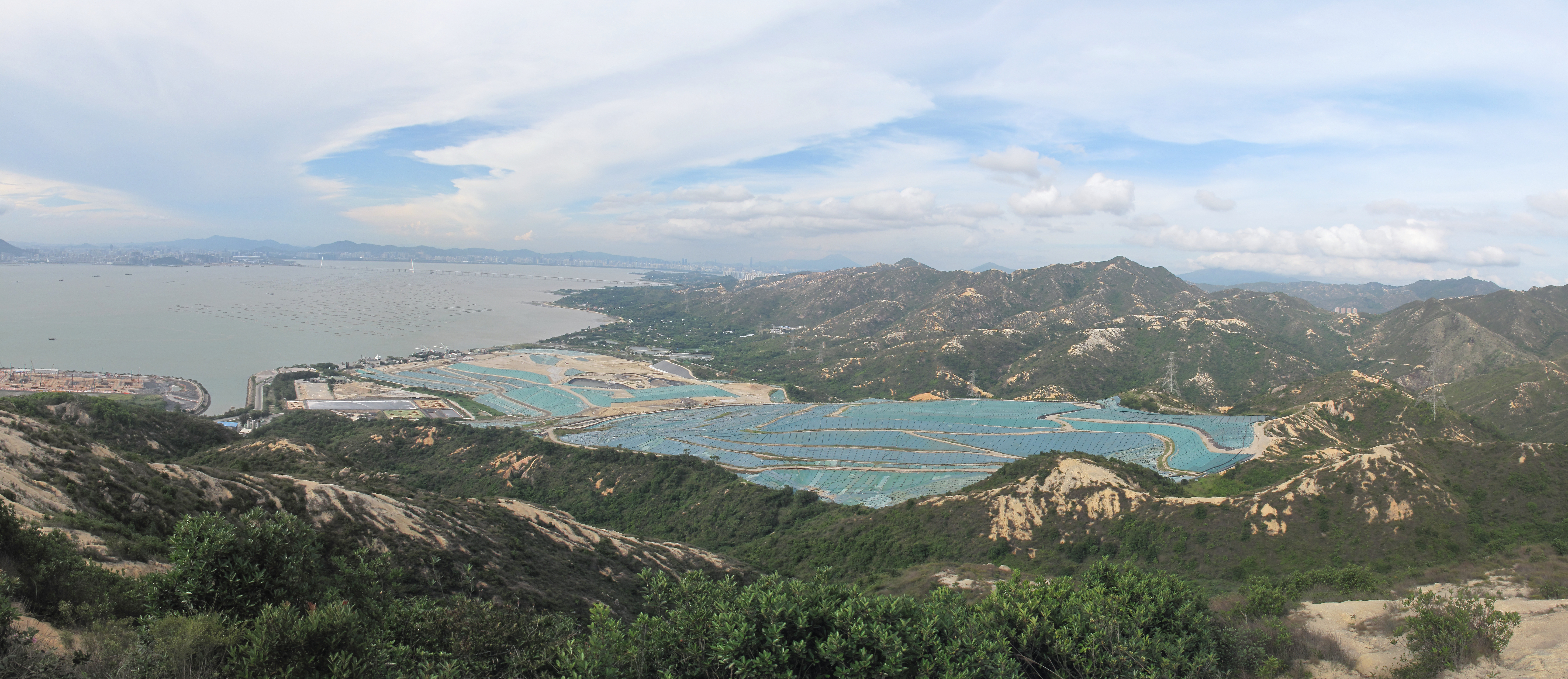
於禾塘頭頂向下俯視堆填區，最左邊可見興建中的源·區，禾塘頭和曾角將會在堆填區擴建後被夷平

新界西堆填區（英語：West New Territories Landfill，俗稱：屯門堆填區）是香港三個策略性垃圾堆填區之一，位於新界屯門區西北部稔灣。堆填區的地面部份原本有稔灣村、大水坑村和部份青山操炮區，而海面部份則原是后海灣中的一個海灘。堆填區於1991年尾招標，並在1993年5月由承建商昇達廢料處理有限公司建造，於1993年11月開始運作。地面及海面的面積共110公頃，容量6,100萬立方米，每日接收約8,800公噸都市廢物和建築廢物（2016年），預計操作年期約至2018/2019年。
新界西堆填區現時主要接收都市固體廢物（家居廢物及工商業廢物），由於當中約七成二是由海路運輸，故此每日進入堆填區的垃圾車數目只有25架次，合計其他來往堆填區的車輛，每日全日只有約270 架次的車輛。然而，源·區開幕後進入稔灣路的車輛有所增加，但因源·區本身需預約參觀，加上很多車主並不希望自己的汽車被附近堆填區的塵埃覆蓋，故稔灣路的車流量未有大幅度增加。

## 擴展計劃

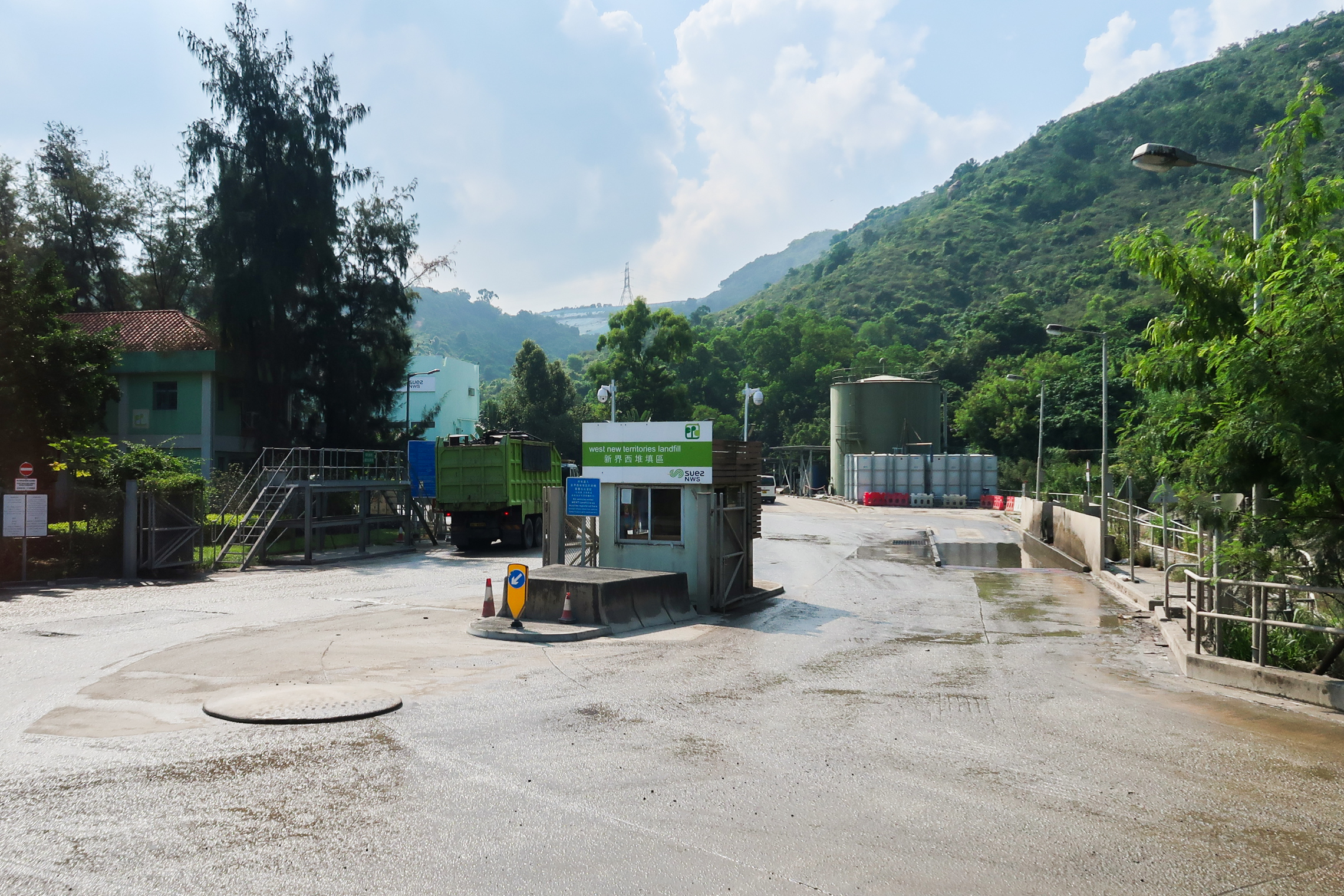
新界西堆填區入口

因應堆填區即將爆滿，政府計劃將新界西堆填區向西擴展，即削山至曾咀，增加佔用現時青山操炮區和曾咀煤灰湖（中湖及西湖），貼近龍鼓灘發電廠，淨堆填容量6,500萬立分米。現時的稔灣路亦需要大幅改道。計劃中煤灰湖東湖的污泥處理設施已經優先落成，現時命名為源·區。煤灰湖中湖原本劃定為綜合廢物管理設施的範圍部份則開始興建屯門曾咀靈灰安置所。

## 重大事故
2013年，傳媒發現堆填區範圍外開展了開山和倒泥工程。該範圍位於禾塘頭東麓，是在計劃中的擴展部份之中，政府涉嫌偷步開展擴建新界西堆填區的工程。後經了解，該範圍為合約範圍內的採泥區，但在近年的公開文件中沒有標示。
2018年，香港01發現堆填區涉非法排污，污染大水坑和下白泥。承辦商解釋排放的設施收集的是雨水和地面水，但無未有解釋為何流出的污水會嚴重超標。環保署如有足夠證據會檢控承辦商。

## 註腳
1. ↑  新界三個大堆填區 稔灣首先招標闢建 可供使用達廿五年.《華僑日報》，1991年12月20日.
2. ↑   (PDF).   [2018-10-13]. （原始内容 (PDF)存档于2016-03-05）.

## 外部連結
- 環境保護署 （页面存档备份，存于）
- 新界西堆填區擴展計劃 （页面存档备份，存于）
- 採泥區不列屯門堆填區範圍 環保署破壞環境冇王管 (堆填區系列一) | 歐陽聯發 | 香港獨立媒體網 （页面存档备份，存于）
- 環保署澄清有關擴建新界西堆填區的報道 （页面存档备份，存于）
- 【下白泥染黑】新西堆填區垃圾汁直倒日落勝地　環保署：會考慮檢控 （页面存档备份，存于）